# فورپوست (آستراخان)
فورپوست (به لاتین: Forpost) یک منطقهٔ مسکونی در روسیه است که در استان آستراخان واقع شده‌است.